# Abeomelomys sevia
Abeomelomys sevia é uma espécie de roedor da família Muridae. É a única espécie do género Abeomelomys.
Apenas pode ser encontrada na Papua-Nova Guiné.